# Claude Bancilhon
Pour les articles homonymes, voir Bancilhon.
Claude Bancilhon, né le 22 avril 1931 dans le 11e arrondissement de Paris, ville où il est mort le 22 juillet 2014 dans le 13e arrondissement, est un fleurettiste français.

## Carrière
Claude Bancilhon est sacré champion du monde de fleuret par équipe aux Championnats du monde d'escrime 1953 à Bruxelles et aux  Championnats du monde d'escrime 1958 à Philadelphie. Il remporte également l'argent par équipe aux Championnats du monde d'escrime 1954 à Luxembourg et aux Championnats du monde d'escrime 1957 à Paris.